# وضع عارضة

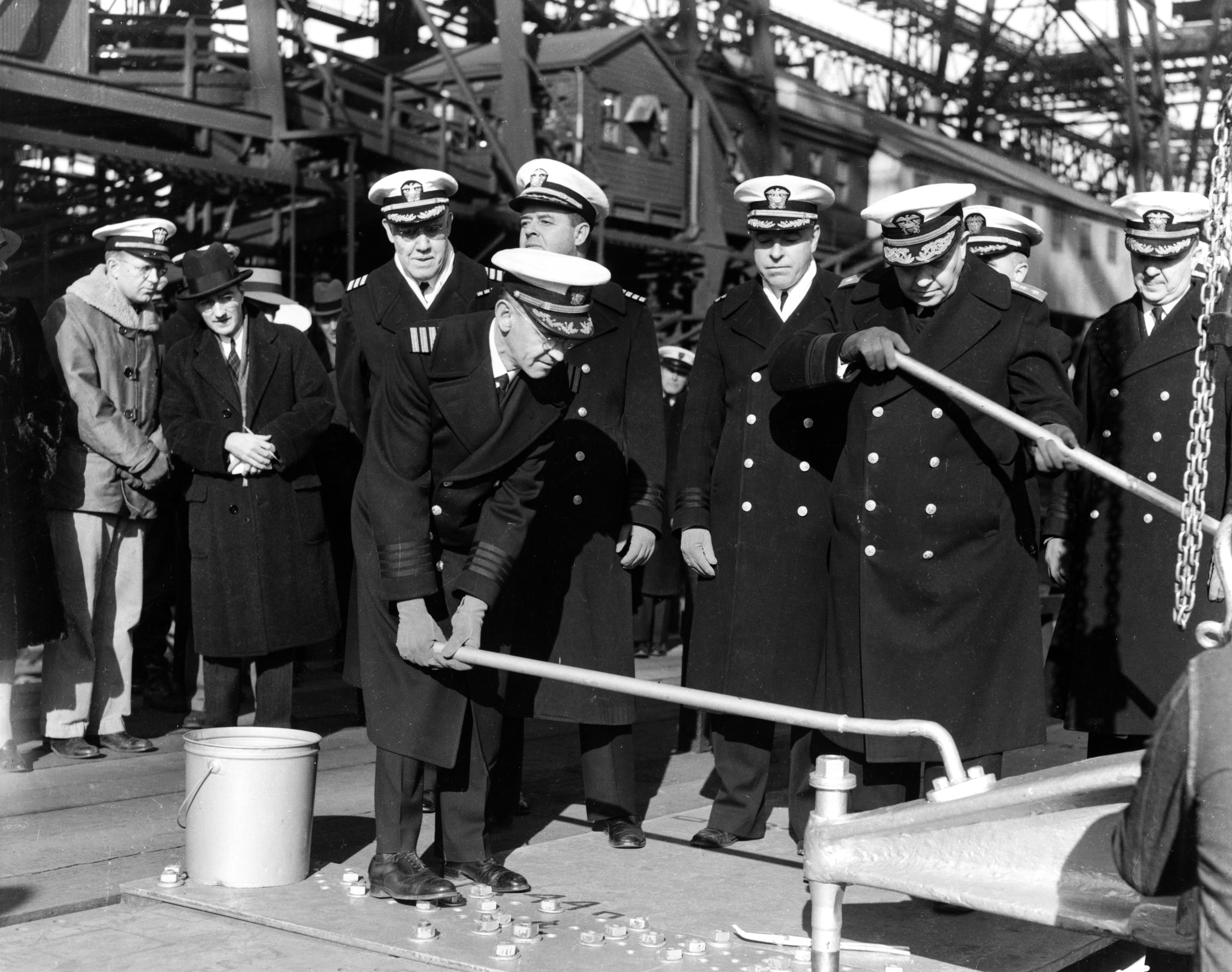

وضع العارضة أو الاستلقاء هو اعتراف رسمي ببدء بناء السفينة. غالبًا ما يتم الاحتفال بحفل يحضره شخصيات من شركة بناء السفن والمالكين النهائيين للسفينة.
وضع العارضة هي واحدة من الأحداث الأربعة التي تم الاحتفال بها بشكل خاص في حياة السفينة؛ وهي الإطلاق والتكليف ووقف التشغيل.